# دانييلا بولو
دانييلا بولو (بالألمانية: Daniela von Bülow)‏ (1860 – 1940 م) هي عازفة بيانو ألمانية، ولدت في برلين، كانت عضوة في الحزب النازي، تستخدم آلة بيانو، توفيت في بايرويت، عن عمر يناهز 80 عامًا.

## جوائز
حصلت على جوائز منها:

شارة الحزب الذهبية